# Sklené (Malá Morava)
Sklené (německy Glassdörfel) je malá vesnice, část obce Malá Morava v okrese Šumperk. Nachází se asi 2 km na severovýchod od Malé Moravy. V roce 2009 zde bylo evidováno 42 adres. V roce 2001 zde trvale žilo 23 obyvatel.
Sklené leží v katastrálním území Sklené u Malé Moravy o rozloze 17,73 km2.

## Historie
První písemná zmínka pochází z r. 1582 (jako Glass Hütten). Původně zde stávala sklárna, po jejímž zrušení r. 1689 vznikla ves. 
| Rok            | 1869 | 1880 | 1890 | 1900 | 1910 | 1921 | 1930 | 1950 | 1961 | 1970 | 1980 | 1991 | 2001 | 2011 | 2021 |
| -------------- | ---- | ---- | ---- | ---- | ---- | ---- | ---- | ---- | ---- | ---- | ---- | ---- | ---- | ---- | ---- |
| Počet obyvatel | 352  | 385  | 392  | 353  | 314  | 300  | 293  | 111  | 66   | 32   | 18   | 18   | 23   | 28   | 22   |